# Galerías Nacionales de Escocia
Las Galerías Nacionales de Escocia (National Galleries of Scotland) son cinco galerías nacionales (todas ellas situadas en Edimburgo) y dos galerías asociadas: Duff house y Paxton House.
Según la propia organización, su colección de Bellas Artes se encuentra entre las mejores del mundo.
Las Galerías Nacionales de Escocia están subvencionadas por el Gobierno de Escocia y están dirigidas en su nombre por un consejo de administración elegido por el ministro para Europa, Asuntos Exteriores y Cultura. Como señala la ley de 1985 sobre Patrimonio Nacional (National Heritage (Scotland) Act 1985), este consejo de administración está en cargo de:
- Cuidar, conservar y añadir obras a sus colecciones.
- Asegurarse que las colecciones se exponen al público.
- Asegurarse de que las obras de arte pertenecientes a sus colecciones estén disponibles para fines de estudio.
- Proporcionar educación, instrucción y consejo y promocionar la investigación.

## Galerías

### National Gallery of Scotland
La Galería Nacional de Escocia (National Gallery of Scotland) es un museo de arte situado en Edimburgo, en un edificio de estilo neoclásico, edificado en la colina llamada The Mound, en Princes Street. Diseñado por el arquitecto William Henry Playfair, fue inaugurado en 1859.
La galería exhibe la más importante colección de Escocia de pintura y escultura. Las obras van desde el Renacimiento hasta el Postimpresionismo.

### Royal Scottish Academy
La Real Academia Escocesa (Royal Scottish Academy) es la principal organización promotora de Escocia de arte contemporáneo escocés. Fundada en 1826, mantiene una posición única en Escocia como una institución financiada independientemente y dirigida por artistas y arquitectos y cuyo propósito es la promoción y apoyo de la creación, el entendimiento y el disfrute de las artes visuales a través de exposiciones y actividades educativas relacionadas con ellas.

### Scottish National Portrait Gallery
La Galería Nacional Escocesa de Retratos (Scottish National Portrait Gallery) es un museo situado en Queen Street en Edimburgo y perteneciente a las Galerías Nacionales de Escocia. Alberga la colección nacional de retratos de las figuras más ilustres de este país aunque no todos las obras han sido realizadas por escoceses.
Fue abierta por primera vez al público en 1889.